# Obaga d'Herba-savina
L'Obaga d'Herba-savina és una obaga i una partida rural del terme municipal de Conca de Dalt, al Pallars Jussà, a l'antic terme d'Hortoneda de la Conca, en territori de l'antic poble d'Herba-savina. Està situada al sud d'Herba-savina, a la part baixa del vessant nord del Gallinova, a l'extrem occidental de la Serra de Carreu. És a l'esquerra del riu de Carreu i al nord i dessota de l'Obaga de Gallinova. Consta de 172,2957 hectàrees de pastures, matolls i terres imporductives.